# Elena Mărgărit-Niculescu
Elena Mărgărit-Niculescu (n. 25 octombrie 1936, Timișoara, România) este o fostă gimnastă română, dublu laureată cu bronz olimpic la Melbourne 1956 și Roma 1960.

## Distincții
- Medalia Muncii (18 decembrie 1956) „pentru merite deosebite in pregătire și pentru rezultatele obținute la cea de a XVI-a ediție a jocurilor olimpice care au avut loc la Melbourne”[1]